# Tim Berendonk

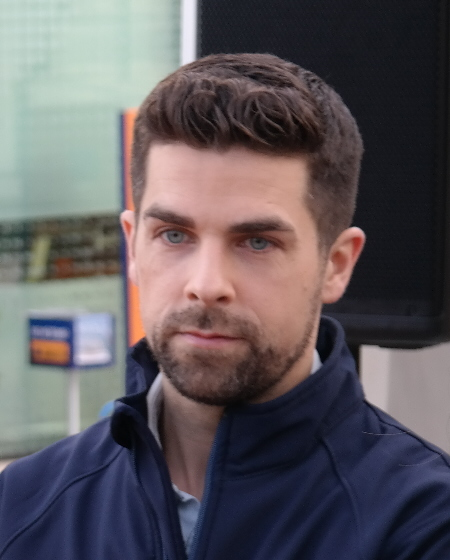
Tim Berendonk, 2017

Tim Berendonk (* 1981 in Kleve) ist ein deutscher Journalist und arbeitet als Moderator, Reporter und Autor. Bekanntheit erlangte er durch seine Arbeit für das NDR Fernsehen, vor allem für das NDR-Wissensmagazin plietsch, für Expeditionen ins Tierreich sowie tagesschau24.

## Berufliche Laufbahn
2004, noch während seines Studiums der katholischen Theologie und Germanistik an der Universität zu Köln, startete Tim Berendonk beim Radiosender Radio Erft in Wesseling mit On-Air-Präsentationen von Nachrichten und Wetter und ersten journalistischen Beiträgen. Gleichzeitig arbeitete er als freier Mitarbeiter auch für NDR2 in Hamburg. Es folgte dort 2009 das journalistische Volontariat für Fernsehen, Radio und Online beim Norddeutschen Rundfunk. Seit 2010 arbeitet er freiberuflich als Fernsehmoderator, -reporter und -autor, unter anderem für die NDR-Sendungen Hamburg Journal, Rund um den Michel, Nordtour und Mein Nachmittag. Seit 2012 moderiert er außerdem regelmäßig die Radiokindersendung Mikado auf NDR Info. Als Nachrichtenmoderator führt er seit 5. Februar 2019 zeitweise durch das Informationsangebot von tagesschau24 und durch das im Hörfunk von NDR Info. Am 15. Juni 2019 sprach er seine erste ARD Tagesschau. Im April 2020 stieg Tim Berendonk als Moderator im Studio Bielefeld bei der Lokalzeit OWL vom Westdeutschen Rundfunk ein. Außerdem moderiert er das True-Crime-YouTube-Format „Mordorte“ des WDR.

## Preise und Auszeichnungen
- Auszeichnung mit NDR Fernsehpreis „Sehstern (Sonderpreis)“ 2010 sowie „Auszeichnung für herausragende Leistung“ der Axel-Springer-Akademie, Berlin 2010, für trimediales Projekt „Grenzgänger“[6]
- Heinz-Sielmann-Preis 2014 für Expeditionen ins Tierreich „Die Rückkehr der Raubtiere“[7][8]